# دارم طباع
دارم طباع، طبيب بيطري وسياسي سوري من مواليد دمشق (1958)، شغل منصب وزير التربية السورية في حكومة حسين عرنوس الأولى والثانية منذ 30 أغسطس 2020 وحتى 8 أغسطس 2023.
وهو متزوج ولديه خمسة أبناء.
في 16 اكتوبر 2020، تم إدراجه في لائحة العقوبات التي يفرضها الاتحاد الاوروبي على النظام السوري وذلك بسبب "بصفته وزيرًا في الحكومة ، فهو يشارك النظام السوري في المسؤولية عن القمع العنيف للسكان المدنيين" وفق ما جاء في البيان.

## حياته
تخصص في الصحة العامة وعلوم المناطق الاستوائية وشبه الاستوائية من ألمانيا وهو حاصل على شهادتي دكتوراه من جامعة لايبزغ وجامعة جورج اوغوست بغوتنغن بألمانيا إضافة إلى عدة شهادات تدريب في مجالات أصول التعليم من تيرامو بإيطاليا وشهادة تدريب في مجال الإدارة الموجهة للأهداف من الوكالة الألمانية للتعاون الدولي وفي مجالات التربية البيئية والتربية الصحية والبحث العلمي من مراكز الأبحاث في الولايات المتحدة وبريطانيا وفرنسا وفنلندا واليونان واليابان والصين وغيرها. وهو خبير معتمد في مركز أثينا لمنظمة الصحة العالمية في مجال تعليم العلوم الصحية والبيئية منذ ما يزيد عن ربع قرن على مستوى دول حوض البحر الأبيض المتوسط وله العديد من المؤلفات من مقالات وكتب وبرامج التلفزيونية ومحاضرات في مواضيع الثقافة العامة وثقافة الطفل والعلوم المختلفة.
شغل عدة مناصب علمية في الجامعة من رئيس قسم ونائب عميد وعميد كلية كما أدار عدداً من المشاريع الدولية ضمن سورية وفي عام 2015 انتدب مديراً للمركز الوطني لتطوير المناهج التربوية وبقي في المنصب حتى عام 2019 إلى أن أصبح معاوناً لوزير التربية.
في 30 اغسطس 2020، أعلن بشار الأسد عن تشكيل حكومة جديدة برئاسة حسين عرنوس، شملت دارم طباع كوزيراً للتربية. وظل يشغل هذا المنصب في حكومة حسين عرنوس الثانية
في 8 اغسطس 2023، أصدر الرئيس بشار الأسد مرسوماً أنهى تعيين دارم طباع كوزيراً للتربية وتعيين محمد عامر مارديني بدلاً عنه.